# العلاقات الدومينيكية المصرية
العلاقات الدومينيكية المصرية هي العلاقات الثنائية التي تجمع بين دومينيكا ومصر.

## مقارنة بين البلدين
هذه مقارنة عامة ومرجعية للدولتين:
| وجه المقارنة                                              | دومينيكا              | مصر           |
| --------------------------------------------------------- | --------------------- | ------------- |
| المساحة (كم2)                                             | 751                   | 1.01 مليون    |
| عدد السكان (نسمة)                                         | 73.92 ألف             | 94.80 مليون   |
| الكثافة السكانية (ن./كم²)                                 | 9.84 ألف              | 93.86         |
| العاصمة                                                   | روسو                  | القاهرة       |
| اللغة الرسمية                                             | لغة إنجليزية          | اللغة العربية |
| العملة                                                    | دولار شرق الكاريبي    | جنيه مصري     |
| الناتج المحلي الإجمالي (بليون دولار)                      | 562.54 مليون          | 235.37 مليار  |
| الناتج المحلي الإجمالي (تعادل القوة الشرائية) بليون دولار | 789.63 مليون          | 998.67 مليار  |
| الناتج المحلي الإجمالي الاسمي للفرد دولار أمريكي          | 7.12 ألف              | 3.61 ألف      |
| الناتج المحلي الإجمالي للفرد دولار أمريكي                 | 10.88 ألف             |               |
| مؤشر التنمية البشرية                                      | 0.724                 | 0.690         |
| رمز المكالمات الدولي                                      | +1767                 | +20           |
| رمز الإنترنت                                              | .dm                   | .eg، .مصر     |
| المنطقة الزمنية                                           | 00، توقيت أطلنطي موحد | ت ع م+02:00   |

## منظمات دولية مشتركة
يشترك البلدان في عضوية مجموعة من المنظمات الدولية، منها:
| علم المنظمة | اسم المنظمة                        | تاريخ انضمام دومينيكا | تاريخ انضمام مصر |
| ----------- | ---------------------------------- | --------------------- | ---------------- |
|             | مؤسسة التنمية الدولية              | 29 سبتمبر 1980        | 26 أكتوبر 1960   |
|             | يونسكو                             | 9 يناير 1979          | 22 يناير 1947    |
|             | وكالة ضمان الاستثمار متعدد الأطراف | 7 أكتوبر 1991         | 12 أبريل 1988    |
|             | الأمم المتحدة                      | 18 ديسمبر 1978        | 24 أكتوبر 1945   |
|             | الاتحاد البريدي العالمي            | ?                     | ?                |
|             | البنك الدولي للإنشاء والتعمير      | 29 سبتمبر 1980        | 27 ديسمبر 1945   |
|             | الاتحاد الدولي للاتصالات           | 28 أكتوبر 1996        | 9 ديسمبر 1876    |
|             | مؤسسة التمويل الدولية              | 29 سبتمبر 1980        | 20 يوليو 1956    |
|             | منظمة التجارة العالمية             | ?                     | 30 يونيو 1995    |
|             | منظمة الشرطة الجنائية الدولية      | ?                     | 7 سبتمبر 1923    |

## وصلات خارجية
- موقع وزارة الخارجية المصرية